# سن جنزیو اد اونیتی
سن جنزیو اد اونیتی (به ایتالیایی: San Genesio ed Uniti) یک کومونه در ایتالیا است که در استان پاویا واقع شده‌است. سن جنزیو اد اونیتی ۹٫۰ کیلومتر مربع مساحت و ۳٬۵۶۷ نفر جمعیت دارد.